# Jacques Denis
Jacques Denis (Parigi, 1º ottobre 1902 – Longeville-sur-Mer, 24 aprile 1972) è stato un ingegnere e aracnologo francese, specialista nello studio dei ragni della famiglia Linyphiidae dei Pirenei e della Vandea..

## Biografia
Terminati gli studi per ingegnere minerario, lavorò per 35 anni nelle miniere di carbone di Douchy-les-Mines, di Denain e di Anzin. In un primo momento la sua passione amatoriale per gli animali lo porta verso lo studio dei crostacei decapodi e verso i coleotteri curculionidi e stafilinidi, ma venne scoraggiato dalle difficoltà classificatorie di questi taxa.
Durante una pausa pranzo nelle campagne circostanti scopre un'Argiope nella sua tela e indirizza la sua passione verso i ragni.
Attraverso lo studio dei pochi testi disponibili all'epoca sul tema, fra i quali spiccano: Souvenirs entomologiques di Jean-Henri Fabre e vari testi pubblicati da Eugène Simon, inizia a cimentarsi nella classificazione e nello studio delle specie rinvenute.

## Campo di studi
Il suo lavoro ha fortemente influenzato l'ambito di ricerca: si interessò prevalentemente dei ragni troglobi ed epitroglobi delle miniere pirenaiche e della Vandea, buona parte dei quali appartenenti alla famiglia Linyphiidae.
Al suo attivo, oltre 250 pubblicazioni di livello, di cui 20 in collaborazione con altri aracnologi.

## Alcuni taxa descritti
- Arachosinella Denis, 1958, genere di ragni Linyphiidae
- Brachycerasphora Denis, 1962, genere di ragni Linyphiidae
- Chenisides Denis, 1962, genere di ragni Linyphiidae
- Cherserigone Denis, 1954, genere di ragni Linyphiidae
- Didectoprocnemis Denis, 1949, genere di ragni Linyphiidae
- Dresconella Denis, 1950, genere di ragni Linyphiidae
- Enguterothrix Denis, 1962, genere di ragni Linyphiidae
- Lessertinella Denis, 1947, genere di ragni Linyphiidae
- Pseudomaro Denis, 1966, genere di ragni Linyphiidae

## Taxa denominati in suo onore
- Dictyna denisi Lehtinen, 1967, ragno, Dictynidae
- Draconarius denisi (Schenkel, 1963), ragno, Amaurobiidae
- Pellenes denisi Schenkel, 1963, ragno, Salticidae
- Philodromus denisi Levy, 1977, ragno, Philodromidae

## Alcune pubblicazioni
- Denis J., 1934 - Sur quelques araignées des Pyrenees-Orientales. Bull. Soc. ent. France vol.39, p. 72-77
- Denis J., 1937 - Une station nouvelle de Dolomedes plantarius et remarques sur Arctosa stigmosa [Araneides]. Bull. Soc. Hist. nat. Toulouse vol.71, p. 451-456
- Denis J., 1942 - Notes sur les érigonides. II. A propos de la femelle de Diplocephalus protuberans (O. P. Cambr.). Revue fr. Ent. vol.9, p. 82-84
- Denis J., 1945 - Notes sur les érigonides. X. Remarques sur le genre Entelecara E. Simon avec la description de formes nouvelles du genre Plaesiocraerus E. Simon. Bull. Soc. Hist. nat. Toulouse vol.80, p. 203-215
- Denis J., 1947 - Une curieuse anomalie sexuelle chez une araignée. Bull. Soc. ent. Fr. vol.52, p. 41-43
- Denis J., 1951 - Sur quelques araignées de la Preste (Pyrénées-Orientales). Insektuto, Konchuaikokai vol.26, p. 14-18
- Denis J., 1955 - Speologica africana: quelques araignées cavernicoles de Guinée française. Bull. Inst. fr. Afr. noire, vol.17(A), p. 1024-1033
- Denis J., 1961 - Araignées du Capcir et du Donnezan. Bull. Soc. Hist. nat. Toulouse vol.96, p. 113-128
- Denis J., 1965 - Notes sur les érigonides. XXXI. Acartauchenius justus (O. P. Cambridge), araignée nouvelle pour la faune de Belgique. Bull. Inst. r. Sci. nat. Belg. vol.41(14), p. 1-5